# 栗当の不動明王磨崖像
栗当の不動明王磨崖像（くりとうのふどうみょうおうまがいぞう）は、富山県南砺市栗当にある磨崖仏。
1970年（昭和45年）8月31日に利賀村の天然記念物に指定され、利賀村が南砺市に合併した後も市の指定文化財とされている。

## 概要
砺波郡平野部から利賀谷地域を訪れる際、古くは「藤懸の渡り（現在の庄川合口ダムの辺り）」で庄川東岸に渡り、名原村・落村・湯山村（いずれも旧東山見村に属する）を経て栗当村（利賀谷最北端）に出るルートが主流であった。しかし井波町が発展したことで井波町と五箇山の往来が増えると、「杉谷峠」で山を越え、「仙野原大橋」で庄川を渡り、栗当村に出るルートが主に用いられるようになった。
栗当の不動明王は、この井波町と利賀谷をつなぐ道沿いに刻まれたものである。小牧ダムの建設以前、栗当村の庄川と利賀川が合流する一帯は、河川が渦巻く難所であった。地元の伝承では、河川の渦巻く深淵に雌雄の竜が棲み、仙納原村はその通い道であったという。そのため、不動明王像は利賀川筋往還の守護を、不動明王の霊威に託して刻まれたものと考えられている。
磨崖像には「天保十五年甲辰（1844年）四月 越中住人森准作」の造像銘があり、江戸時代後半の作ではあるが、古くからの歴史と信仰を背景に持つものと評されている。